# 鵜之木

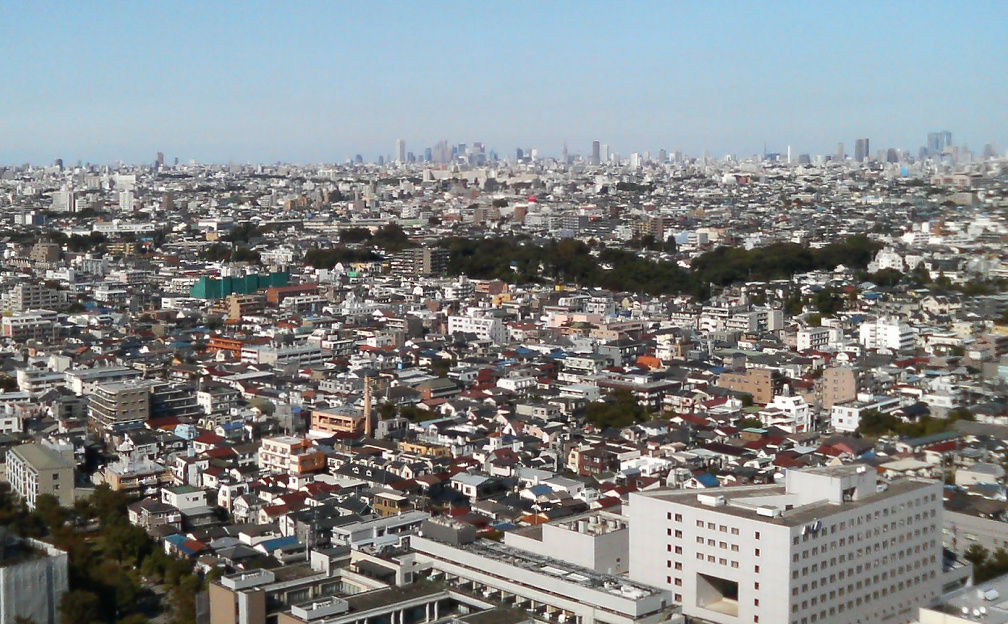
The River Place所見的鵜之木

鵜之木（日语：／ Unoki */?）是東京都大田區的町名，設鵜之木一丁目至鵜之木三丁目。2013年8月1日為止的人口有11,901人，戶數有6,450戶。面積0.71平方公里。郵遞區號為146-0091。

## 地理
位於大田區西部，西至多摩川。東至東京都道311號環狀八號線（環八通），接東嶺町、南久原。北鄰田園調布南，東北接西嶺町，西南部與南部接下丸子。多摩堤通縱貫町內，另有大致與其平行的東急多摩川線通過。在環境上，與大田區其他地域一樣，町工場散布町內，其他多為住宅區。雖然近年來新公寓逐漸增加，但仍保留了許多古老的木造低層住宅，其中還可發現昔日的長屋。多摩川河岸有許多民眾來此散歩、慢跑、騎腳踏車等活動。
東急多摩川線鵜之木站周邊是鵜之木商店街，其中Maruetsu附近在特定時段的人潮眾多、道路擁擠。下丸子的Olympic開幕後逐漸分散買客的人潮。
以前的森10系統（池上營業所，下丸子線）的巴士行經多摩堤通，為此地的交通方式之一，但在1993年路線廢止後，現在本地沒有巴士通過。

## 歷史

### 地名由來
文政9年（1826年）編纂的史書《新編武藏風土記稿》中記載，「鵜之木在荏原郡之南，當地居民表示村名源自於村內的鵜之森明神社」。目前尚不清楚書中的明神社是否存在，但過去這一帶非常多鵜棲息，且森林茂密，一般認為是「鵜之森」的由來。
此外，根據鵜之木內的光明寺紀錄，早在正應5年（1292年）就已經出現「鵜之木」的稱呼。

### 沿革
- 749年至756年（天平勝寶年間） - 根據寺傳，行基在此開設光明寺。
- 1489年（延德元年） - 來自下野國的天明氏在此開拓建村。當時的地名為武州荏原郡鵜之木村（鵜ノ木村）[3]。
- 1826年（文政9年） - 鵜之木村有57戶[3]。
- 1869年（明治2年）3月21日（舊曆：2月9日） - 荏原郡劃入品川縣。
- 1872年（明治5年）9月3日（舊曆：7月17日） - 依據《稱江戶為東京詔書》，江戶府改為東京府。此時的鵜之木村有64戶，人口317人[4]。
- 1878年（明治11年） - 實施《郡區町村編制法》，屬荏原郡，為東京府荏原郡鵜之木村。
- 1889年（明治22年） - 施行町村制，與上沼部村、下沼部村、峰村合併成立調布村，鵜之木為大字。小字為上原、上鄉、下鄉、河原、大塚（飛地）。
- 1923年（大正13年）2月29日 - 東急目蒲線新設鵜之木站（現在的東急多摩川線鵜之木站）。
- 1928年（昭和3年）4月1日 - 調布村施行町制，地名從調布村改為東調布町。
- 1932年（昭和7年）10月1日 - 東京府改為東京市，新設20區。東調布町與周邊的大森、入新井、池上、馬込合併成立大森區，為東京府大森區調布鵜之木町、調布大塚町（飛地）。
- 1934年（昭和9年）12月1日 - 鵜之木站前的住宅街開始開發。
- 1941年（昭和16年）11月1日 - 設立大森嶺郵便局（現在的大田鵜之木郵便局）。
- 1948年（昭和22年）3月15日 - 大森區與蒲田區合併成立大田區。
- 1971年（昭和46年）8月 - 1962年（昭和37年）施行《住居表示相關法律》，行政區劃大幅修改。是當時的調布鵜之木町大部分與調布嶺町全部合併成立現在的鵜之木一丁目至三丁目。此時依據法律，日文由「鵜ノ木」改為「鵜の木」。
- 1993年（平成5年）11月 - 隣接的下丸子Park House多摩川北街區、南街區完工（23層）。
- 2000年（平成12年）8月6日 - 東急目蒲線切割，東急多摩川線開通。多摩川－蒲田間往目黑方向須轉乘同時開通的東急目黑線。此外也開始進行鵜之木站改建工程與鵜之木站前的區劃調整（鵜之木Garden 21）。

## 設施
- 大田鵜之木郵便局
- 多摩堤通
- 東急多摩川線鵜之木站
- 大田區役所鵜之木特別出張所
- 東京法務局城南出張所
- 鵜之木松山公園
- 東京高等學校
- 大田區立嶺町小學校
- 嶺町幼稚園
- 大田區立多摩堤保育園
- 嶺町幼稚園
- 多摩堤保育園
- 鵜之木兒童館
- 鵜之木老人休息之家（鵜の木老人いこいの家）
- 悠悠俱樂部鵜之木（ゆうゆうくらぶ鵜の木）
- 鵜之木商店街 - 鵜之木商店連合会として1953年に組合ができた。

## 活動

### 全國鵜之木祭
每年7月下旬舉行。日本全國各地名為「鵜之木」的町聯合舉辦，於本地進行。聚集全國各地的名產、特產品等，吸引各地民眾來此參觀。

### 盆踊大會
每年8月23日前後2日間的傍晚至深夜為盆踊大會。不分男女老幼一同參與為其特色。一般在前半段多以孩童為主。

## 備註
1. ↑  .   [2013-08-18]. （原始内容存档于2014-02-18）.
2. ↑  2010年現在。大田區調べ
3. 1 2  新編武蔵風土記稿の巻之四十四，「六鄉領」による記録。
4. ↑  1872年（明治5年）東京府編纂の東京府誌料による記録。